# Любовка (Благоевградская область)
Любовка (болг. Любовка) — село в Благоевградской области Болгарии. Входит в состав общины Сандански. Находится примерно в 8 км к востоку от центра города Сандански и примерно в 54 км к юго-востоку от центра города Благоевград. По данным переписи населения 2011 года, в селе  проживало 32 человека, преобладающая национальность — болгары.

## Население
| Год     | 1934 | 1946 | 1956 | 1965 | 1975 | 1985 | 1992 | 2001 | 2011 |
| ------- | ---- | ---- | ---- | ---- | ---- | ---- | ---- | ---- | ---- |
| Жителей | 326  | 436  | 451  | 282  | 212  | 100  | 68   | 61   | 32   |

|  |